# Seznam křížových cest v Ústeckém kraji
Seznam křížových cest v Ústeckém kraji obsahuje Křížové cesty dochované i zaniklé. Seznam je řazen podle umístění a nemusí být úplný.

## Seznam
| Křížová cesta                    | Fotografie | Galerie                                                                            | Maximální nadmořská výška (m n. m.) | Délka (km) | Rok             | Okres          | Souřadnice                       |
| -------------------------------- | ---------- | ---------------------------------------------------------------------------------- | ----------------------------------- | ---------- | --------------- | -------------- | -------------------------------- |
| Arnoltice                        |            | Kategorie „Stations of the Cross in Arnoltice“ na Wikimedia Commons                | 348                                 |            |                 | Děčín          | 50°50′12″ s. š., 14°15′46″ v. d. |
| Bohosudov                        |            | Kategorie „Stations of the Cross in Bohosudov“ na Wikimedia Commons                | 312                                 |            | před 1900       | Teplice        | 50°41′8″ s. š., 13°52′13″ v. d.  |
| Brtníky                          |            | Kategorie „Stations of the Cross in Brtníky“ na Wikimedia Commons                  | 446                                 |            | 1801–1804       | Děčín          | 50°56′53″ s. š., 14°26′50″ v. d. |
| Česká Kamenice (Bratrské oltáře) |            | Kategorie „Stations of the Cross in Česká Kamenice“ na Wikimedia Commons           | 425                                 |            |                 | Děčín          | 50°48′30″ s. š., 14°25′52″ v. d. |
| Duchcov (†)                      |            |                                                                                    | 213                                 |            |                 | Teplice        | 50°36′15″ s. š., 13°44′25″ v. d. |
| Fukov (†)                        |            | Kategorie „Cemetery in Fukov“ na Wikimedia Commons                                 | 311                                 |            | 1881            | Děčín          | 51°2′35″ s. š., 14°30′6″ v. d.   |
| Chlumec                          |            | Kategorie „Stations of the Cross at Horka (Chlumec)“ na Wikimedia Commons          | 287                                 |            |                 | Ústí nad Labem | 50°42′5″ s. š., 13°56′31″ v. d.  |
| Jiřetín pod Jedlovou             |            | Kategorie „Stations of the Cross in Jiřetín pod Jedlovou“ na Wikimedia Commons     | 577                                 |            | 1764            | Děčín          | 50°52′16″ s. š., 14°34′13″ v. d. |
| Jiříkov                          |            | Kategorie „Stations of the Cross in Jiříkov“ na Wikimedia Commons                  | 371                                 |            | 1817–1826       | Děčín          | 50°59′39″ s. š., 14°34′12″ v. d. |
| Kadaň                            |            | Kategorie „Stations of the Cross (Kadaň)“ na Wikimedia Commons                     | 304                                 |            | 1694–1699       | Chomutov       | 50°22′41″ s. š., 13°15′49″ v. d. |
| Království                       |            | Kategorie „Stations of the Cross in Království“ na Wikimedia Commons               | 399                                 |            | 1859            | Děčín          | 51°0′18″ s. š., 14°29′40″ v. d.  |
| Krásná Lípa                      |            | Kategorie „Stations of the Cross in Krásná Lípa“ na Wikimedia Commons              | 440                                 |            | 1857–1859       | Děčín          | 50°54′52″ s. š., 14°30′22″ v. d. |
| Lobendava (Annaberg)             |            | Kategorie „Stations of the Cross in Lobendava (Annaberg)“ na Wikimedia Commons     | 415                                 |            | 1829–1834       | Děčín          | 51°1′3″ s. š., 14°19′38″ v. d.   |
| Lobendava (Joachimberg)          |            | Kategorie „Stations of the Cross in Lobendava (Joachimberg)“ na Wikimedia Commons  | 472                                 |            | před 1843, 2018 | Děčín          | 51°1′42″ s. š., 14°20′32″ v. d.  |
| Most                             |            | Kategorie „Stations of the Cross in Most“ na Wikimedia Commons                     | 265                                 |            | 1761            | Most           | 50°31′3″ s. š., 13°38′8″ v. d.   |
| Ostré                            |            | Kategorie „Stations of the Cross in Ostré“ na Wikimedia Commons                    | 398                                 |            | po 1800         | Litoměřice     | 50°35′15″ s. š., 14°22′20″ v. d. |
| Rumburk                          |            |                                                                                    | 420                                 |            | před 1829       | Děčín          | 50°57′20″ s. š., 14°33′56″ v. d. |
| Staré Křečany                    |            | Kategorie „Stations of the Cross in Staré Křečany“ na Wikimedia Commons            | 400                                 |            | 1825–1833       | Děčín          | 50°57′1″ s. š., 14°29′55″ v. d.  |
| Šluknov                          |            | Kategorie „Křížová cesta (Šluknov)“ na Wikimedia Commons                           | 391                                 |            | 1738–1756       | Děčín          | 50°59′56″ s. š., 14°27′22″ v. d. |
| Ústí nad Labem (†)               |            |                                                                                    | 260                                 |            | 1680            | Ústí nad Labem | 50°39′47″ s. š., 14°3′3″ v. d.   |
| Varnsdorf                        |            | Kategorie „Stations of the Cross in Varnsdorf“ na Wikimedia Commons                | 341                                 |            | 1912            | Děčín          | 50°54′4″ s. š., 14°37′35″ v. d.  |
| Velký Šenov                      |            | Kategorie „Stations of the Cross in Velký Šenov“ na Wikimedia Commons              | 440                                 |            | 1856            | Děčín          | 50°59′58″ s. š., 14°22′36″ v. d. |
| Verneřice (†)                    |            |                                                                                    | 556                                 |            | 1737            | Děčín          | 50°40′5″ s. š., 14°17′20″ v. d.  |
| Vilémov                          |            | Kategorie „Stations of the Cross in Vilémov (Děčín District)“ na Wikimedia Commons | 340                                 |            | 1765–1766       | Děčín          | 50°59′20″ s. š., 14°19′48″ v. d. |